# Secrets of a Successful Marriage
Secrets of a Successful Marriage, llamado Secretos de un matrimonio con éxito en España y Secretos de un buen matrimonio en Hispanoamérica, es el último episodio perteneciente a la quinta temporada de la serie animada Los Simpson, emitido originalmente el 19 de mayo de 1994. El episodio fue escrito por Greg Daniels y dirigido por Carlos Baeza. En este episodio, Homer decide comenzar a dar clases de cómo tener un matrimonio exitoso en un centro de educación para adultos.

## Sinopsis
Todo comienza cuando Homer está jugando póker con sus amigos y, como siempre, gana sin darse cuenta de ello, haciendo que Carl lo llame «lento». Horas más tarde su cerebro registra lo que le había dicho Carl, cuando el juego ya había terminado. A la mañana siguiente, Homer le cuenta a su familia lo ocurrido, y se da cuenta de que en verdad era algo lento. Marge le recomienda que tome un curso de educación para adultos. 
Cuando Homer va al centro de adultos, descubre que puede convertirse en maestro y dar una clase sobre cómo tener un matrimonio exitoso. Sin embargo, el primer día, se para enfrente de su clase y se da cuenta de que no tiene idea sobre cómo comenzar la clase. Los alumnos, entonces, le empiezan a contar sus problemas, esperando consejos, pero Homer no tiene nada para decirles. 
La clase, desilusionada, comienza a irse, pero entonces Homer menciona algo que le había ocurrido con Marge. Interesados, los alumnos vuelven, y Homer comienza a contarles las intimidades de él y Marge en la cama y cosas que solo sabe de ella. Marge, pronto, descubre que todos en la ciudad sabían sus secretos y convencida de que fue Homer le enfrenta y él le promete detenerse, pero, de todas formas, no lo hace y continua hablándoles a la clase de sus cosas intímas hasta que una noche, Homer lleva a su clase a observar una cena con su familia. 
Los niños y Marge se horrorizan y ella echa a toda la clase de su casa, incluyendo a Homer. Sin otro lugar a donde ir, Homer se instala en la casa del árbol de Bart, en donde el niño y Milhouse lo descubren lavando a mano su ropa interior al día siguiente. Marge, por su parte, queda muy enfadada, aunque no lo suficiente como para divorciarse de él. 
Homer crea un reemplazo de Marge: una frondosa planta azul con la cara pintada en la maceta. Accidentalmente, destruye la planta, lo que lo hace ver cuánto extraña a su esposa. Moe, un día, va a la casa para declarar su interés por Marge. Ella lo rechaza, pero de todas formas lo invita a un vaso de agua. 
Luego de que Lisa le dijera a Homer que para recuperar el amor de Marge debía recordar qué le había dado que nadie más podía darle, Homer trata de pensar qué es, aunque no logra averiguarlo. Mientras que Moe estaba en la casa, Homer se presenta con unas flores. Cuando Moe lo ve, escapa por la ventana. Homer, al darse cuenta de que no eran las flores lo que él le podía dar que nadie más podía, se da cuenta de que estaba completamente desaliñado y sin rumbo; por eso, se arrodilla ante Marge y le dice que lo que puede darle es su total y completa dependencia. Ella, aunque no piensa que eso sea bueno, decide perdonar a su esposo y permitirle volver a la casa. La familia, al ver la novedad, se pone feliz, aunque Homer renunció de ser profesor de matrimonios y vuelve a su antiguo trabajo: la planta nuclear.